# Міллер Боланьйос
Міллер Боланьйос (ісп. Miller Bolaños, нар. 1 червня 1990, Есмеральдас) — еквадорський футболіст, нападник клубу «Греміо».
Виступав, зокрема, за клуби «Барселона» (Гуаякіль) та «Емелек», а також національну збірну Еквадору.

## Клубна кар'єра
Народився 1 червня 1990 року в місті Есмеральдас. Вихованець юнацьких команд футбольних клубів «Барселона» (Гуаякіль) та «Депортіво Карібе».
У дорослому футболі дебютував 2007 року виступами за команду клубу «Барселона» (Гуаякіль), в якій провів два сезони, взявши участь у 37 матчах чемпіонату.
Згодом з 2009 по 2013 рік грав у складі команд клубів «ЛДУ Кіто» та «Чівас США» (перебував в оренді).
Своєю грою за останню команду привернув увагу представників тренерського штабу клубу «Емелек», до складу якого приєднався 2013 року. Відіграв за гуаякільську команду наступні три сезони своєї ігрової кар'єри. Більшість часу, проведеного у складі «Емелека», був основним гравцем атакувальної ланки команди. У складі «Емелека» був одним з головних бомбардирів команди, маючи середню результативність на рівні 0,58 голу за гру.
До складу клубу «Греміо» приєднався 2016 року. Відтоді встиг відіграти за команду з Порту-Алегрі 4 матчі в національному чемпіонаті.

## Виступи за збірні
2007 року дебютував у складі юнацької збірної Еквадору, взяв участь у 5 іграх на юнацькому рівні.
2015 року дебютував в офіційних матчах у складі національної збірної Еквадору. Наразі провів у формі головної команди країни 15 матчів, забивши 7 голів.
У складі збірної був учасником Кубка Америки 2015 року в Чилі, Кубка Америки 2016 року в США.

## Статистика виступів

### Статистика клубних виступів
| Сезон                  | Команда           | Чемпіонат         | Чемпіонат | Чемпіонат | Національний кубок | Національний кубок | Континентальні кубки | Континентальні кубки | Інші змагання | Інші змагання | Усього | Усього |
| Сезон                  | Команда           | Ліга              | Ігор      | Голів     | Ігор               | Голів              | Ігор                 | Голів                | Ігор          | Голів         | Ігор   | Голів  |
| ---------------------- | ----------------- | ----------------- | --------- | --------- | ------------------ | ------------------ | -------------------- | -------------------- | ------------- | ------------- | ------ | ------ |
| «Барселона» (Гуаякіль) | 2006              | Серія A           | 7         | 0         | –                  | –                  | 0                    | 0                    | –             | –             | 7      | 0      |
| «Барселона» (Гуаякіль) | 2007              | Серія A           | 15        | 3         | –                  | –                  | 0                    | 0                    | –             | –             | 15     | 3      |
| «Барселона» (Гуаякіль) | 2008              | Серія A           | 15        | 1         | –                  | –                  | 0                    | 0                    | –             | –             | 15     | 1      |
| «Барселона» (Гуаякіль) | Разом             | Разом             | 37        | 4         | –                  | –                  | 0                    | 0                    | –             | –             | 37     | 4      |
| «ЛДУ Кіто»             | 2009              | Серія A           | 35        | 6         | –                  | –                  | 7                    | 1                    | –             | –             | 42     | 7      |
| «ЛДУ Кіто»             | 2010              | Серія A           | 24        | 9         | –                  | –                  | 7                    | 1                    | –             | –             | 31     | 10     |
| «ЛДУ Кіто»             | 2011              | Серія A           | 21        | 3         | –                  | –                  | 9                    | 1                    | –             | –             | 30     | 4      |
| «ЛДУ Кіто»             | Разом             | Разом             | 80        | 18        | –                  | –                  | 23                   | 3                    | –             | –             | 103    | 21     |
| «Чивас Ю.Ес. Ей.»      | 2012              | MLS               | 24        | 3         | 1                  | 0                  | 0                    | 0                    | –             | –             | 25     | 3      |
| «Чивас Ю.Ес. Ей.»      | 2013              | MLS               | 5         | 0         | 1                  | 1                  | 0                    | 0                    | –             | –             | 6      | 0      |
| «Чивас Ю.Ес. Ей.»      | Разом             | Разом             | 29        | 3         | 2                  | 0                  | 0                    | 0                    | –             | –             | 31     | 3      |
| «Емелек»               | 2013              | Серія A           | 6         | 0         | –                  | –                  | 3                    | 1                    | –             | –             | 9      | 1      |
| «Емелек»               | 2014              | Серія A           | 36        | 19        | –                  | –                  | 12                   | 5                    | –             | –             | 48     | 24     |
| «Емелек»               | 2015              | Серія A           | 34        | 25        | –                  | –                  | 14                   | 11                   | –             | –             | 48     | 36     |
| «Емелек»               | Разом             | Разом             | 76        | 44        | –                  | –                  | 29                   | 17                   | –             | –             | 105    | 61     |
| «Греміо»               | 2016              | Серія A           | 4         | 0         | 0                  | 0                  | 3                    | 1                    | 4             | 1             | 11     | 2      |
| «Греміо»               | Разом             | Разом             | 4         | 0         | 0                  | 0                  | 3                    | 1                    | 4             | 1             | 11     | 2      |
| Усього за кар'єру      | Усього за кар'єру | Усього за кар'єру | 226       | 69        | 2                  | 0                  | 55                   | 21                   | 4             | 1             | 287    | 91     |

## Титули і досягнення

### Клубні
- «ЛДУ Кіто»

Чемпіон Еквадору (1): 2010
Південноамериканський кубок (1): 2009
Рекопа Південної Америки (2): 2009, 2010
- «Греміу»

Кубок Бразилії з футболу (1): 2016